# Нови Кономлади
Нови Кономлади (буг. Ново Кономлади) је насељено место у општини Петрич у области Благоевград, Бугарска. Према попису из 2021. године било је 138 становника.
Према бугарском географу и историчару, Василу Канчову, у Новим Кономладима је 1900. године живело 50 Словена хришћана и 6 Турака. Село се раније звало Ени Чифлик. После Балканских ратова насељене су словенске избеглице из села Кономлади код Костура у грчкој Македонији.